# Guvernul Provizoriu Albanez
Guvernul Provizoriu Albanez a fost guvernul creat pentru prima dată de către Adunarea de Vlorë după proclamarea independenței la 4 decembrie 1912. A fost un guvern patern, condus de Ismail Qemali, până la demisia sa din 22 ianuarie 1914 și de Fejzi Bej Alizoti, până la încoronarea prințului William.

## Istorie
Succesul revoltei albaneze din 1912 a dus la primul război balcanic, ce s-a terminat prin înfrângerea Imperiului Otoman și împărțirea teriitorilor sale europene între învigători (Bulgaria, Grecia, Serbia și Muntenegru), fără teritoriile albaneze și Turcia europeană de astăzi.
La 28 noiembrie 1912, liderii mișcării au ținut un congres la Vlorë. Ei au proclamat înființarea Albaniei independente. Tot în cursul congresului au creat Adunarea de la Vlorë, cu rol de Parlament. Adunarea a ales un guvern provizoriu, în frunte cu Ismail Qemali. Conferința de la Londra a recunoscut independența Albaniei, dar au împărțit fostul vilaiet albanez între Serbia, Muntenegru și noul stat.
Qemali a rămas șeful guvernului provizoriu până la demisia sa din 22 ianuarie 1914. El a fost succedat de Fejzi Bej Alizoti. La 21 februarie 1914, a fost proclamat Principatul Albaniei, iar Wilhelm de Wied a fost încoronat principe.

## Membrii guvernului
- Ismail Qemali - prim-ministru și ministru de externe
- Dom Nikollë Kaçorri - viceprim-ministru
- Myfid bej Libohova - ministrul de interne
- Mehmet Pashë Derralla - ministrul de război
- Abdi bej Toptani - ministrul finanțelor
- Petro Poga - ministrul justiției
- Luigj Gurakuqi - ministrul educației
- Midhat Bey Frashëri - ministrul publicațiilor
- Pandeli Cale - ministrul agriculturii
- Lef Nosi - ministrul telegrafiei